# Skelton (Richmondshire)
Skelton – osada w Anglii, w hrabstwie North Yorkshire, w dystrykcie (unitary authority) North Yorkshire. Leży 71 km na północny zachód od miasta York i 342 km na północ od Londynu.